# Furoin
Furoin (systematický název 1,2-di(furan-2-yl)-2-hydroxyethanon) je organická sloučenina se vzorcem C10H8O4. Připravuje se z furfuralu benzoinovou kondenzací katalyzovanou kyanidovými ionty.

## Reakce
Syntézu furoinu z furfural může také katalyzovat vitamin B1 (thiamin); tuto variantu navrhl v roce 1957 Ronald Breslow jako reakci, při které vzniká poměrně stabilní karbenová forma thiaminu.
V níže zobrazeném katalytickém cyklu reagují dvě molekuly furfuralu za vzniku furoinu, přičemž je použit thiazol-2-ylidenový katalyzátor, což vede ke ztrátě jednoho protonu na druhém uhlíku thiazoliových kationtů vitaminu B1:

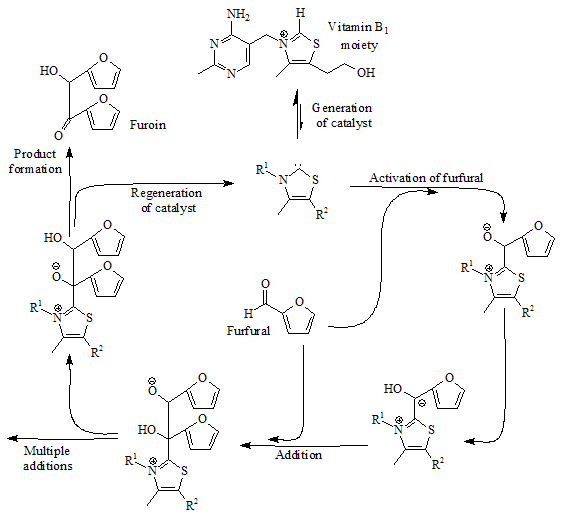
Tvorba furoinu z furfuralu katalyzovaná thiaminem

Tato reakce byla prvním důkazem existence stabilních karbenů.

## Použití
Furoin se používá jako plastifikátor.